# Kiki Vandeweghe
Kiki Vandeweghe (Wiesbaden, 1 de agosto de 1958) é um treinador e ex-jogador norte-americano de basquete profissional que atuou na  National Basketball Association (NBA). Foi o número 11 do Draft de 1980.